# ینگی‌بازار (ولایت تاشکند)
ینگی‌بازار (به ازبکی: Yangibozor) یک شهرک در ازبکستان است که در ناحیه یوقاری‌چیرچیق واقع شده‌است. ینگی‌بازار ۸٬۳۶۰ نفر جمعیت دارد.